# Resolución 628 del Consejo de Seguridad de las Naciones Unidas
La Resolución 628 del Consejo de Seguridad de las Naciones Unidas, aprobada por unanimidad el 16 de enero de 1989, tras tomar nota de un acuerdo entre Angola y Cuba relativo a la retirada de las tropas cubanas de Angola, y del acuerdo tripartito entre Angola, Cuba y Sudáfrica; el Consejo acogió con satisfacción ambos acuerdos, destacando la importancia de ambos en términos de la paz y la seguridad internacionales.
La resolución expresó su pleno apoyo a los acuerdos e instó a todas las partes interesadas y a los demás Estados miembros a contribuir a su aplicación. También solicitó al Secretario General, Javier Pérez de Cuéllar, que mantuviera informado al Consejo sobre su aplicación.